# The Kennedy Dream:A Musical Tribute to John Fitzgerald Kennedy
The Kennedy Dream:A Musical Tribute to John Fitzgerald Kennedy è un album a nome di Oliver Nelson and His Orchestra, pubblicato dalla Impulse! Records nel 1967. Il disco fu registrato a New York (Stati Uniti) nelle date indicate nella lista tracce.

## Tracce
Musiche composte da Oliver Nelson, tranne il brano John Kennedy Memory Waltz composto da George David Weiss
Lato A
1. Let the Word Go Forth – 6:13 – Registrato il 17 febbraio del 1967
2. A Genuine Peace – 2:35 – Registrato il 17 febbraio del 1967
3. The Rights of All – 3:56 – Registrato il 16 febbraio del 1967
4. Tolerance – 3:20 – Registrato il 16 febbraio del 1967

Lato B
1. The Artists' Rightful Place – 3:26 – Registrato il 17 febbraio del 1967
2. Jacqueline – 2:12 – Registrato il 17 febbraio del 1967
3. Day in Dallas – 3:27 – Registrato il 16 febbraio del 1967
4. John Kennedy Memory Waltz – 2:17 – Registrato il 17 febbraio del 1967

## Musicisti
L'orchestra comprende tra gli altri:
- Oliver Nelson - arrangiamenti, conduttore musicale
- Oliver Nelson - sassofono tenore, sassofono soprano
- Snooky Young - tromba
- Jerome Richardson - strumenti a fiato
- Jerry Dodgion - strumenti a fiato
- Phil Woods - sassofono alto
- Phil Bodner - corno inglese
- Danny Bank - clarinetto basso
- Don Butterfield - tuba
- Hank Jones - pianoforte, clavicordo elettrico
- George Duvivier - contrabbasso
- Grady Tate - batteria
- Sezione strumenti a corda e ad archi - sconosciuti
- John Fitzgerald Kennedy - voce